# Agliata

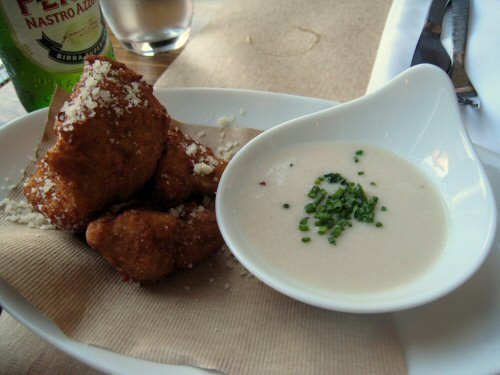
Alcachofa frita con agliata (a la derecha).

La agliata es una receta típica de la ciudad de Bosa, en la provincia de Oristano (Italia) y de Génova
Es una salsa tradicional muy utilizada en el pasado sobre todo por los pescadores que necesitaban conservar la comida mucho tiempo, en una época en la que los refrigeradores modernos eran un lujo.
Se prepara utilizando ajo triturado en cantidades concretas que se sofríe en aceite de oliva con tomate seco, condimentando con abundante vinagre de vino. Con la mezcla así obtenida se aliñan principalmente pescados marinos, como la raya, la pintarroja y el pulpo, pero también la tradicional pierna de cordero.
La comida así preparada tiene un gusto fuerte y apetitoso, conservándose mucho más tiempo sin afectar su frescura ni su sabor.
- Datos: Q3606603